# Antonietta Di Martinová
Antonietta Di Martinová (* 1. června 1978 v Cava de' Tirreni) je bývalá italská atletka, výškařka, držitelka italského národního rekordu, jehož hodnota je 203 cm. V roce 2007 vybojovala stříbrnou medaili na halovém ME v Birminghamu a na MS v Ósace. V roce 2011 se stala v Paříži halovou mistryní Evropy a vybojovala bronz na světovém šampionátu v jihokorejském Tegu.

## Kariéra
V začátcích své atletické kariéry se věnovala sedmiboji (osobní rekord 5542 bodů) a pětiboji (osobní rekord 3980 bodů), poté se začala věnovat jen skoku do výšky. Na první větší úspěchy si musela počkat až do roku 2006. Na jedenáctém halovém MS v Moskvě skončila těsně pod stupni vítězů, na pátém místě. V létě skončila v Praze třetí na Evropském poháru (první liga – skupina A), když zdolala 192 cm. Velká obroda však přišla až s rokem 2007.
V halové sezóně 2007 si vytvořila v Banské Bystrici osobní rekord rovné dva metry a na halovém ME v Birminghamu získala za 196 cm stříbrnou medaili. Velkou formu potvrdila italská výškařka i v létě. 24. června v Miláně skočila 203 cm, čímž překonala dlouholetý italský rekord Sary Simeoniové 201 cm ze 4. srpna 1978. Stejný výkon zopakovala i na mistrovství světa v japonské Ósace a společně s Ruskou Annou Čičerovovou se mohla těšit ze zisku stříbrné medaile. Sezónu dovršila druhým místem na světovém atletickém finále ve Stuttgartu. V roce 2009 skončila čtvrtá na světovém šampionátu v Berlíně. Po několika letech byla diskvalifikována původně stříbrná Ruska Čičerovová a Di Martinové byla dodatečně přidělena bronzová medaile. Na evropském šampionátu v Barceloně neprošla sítem kvalifikace, když nad její síly byla výška 192 cm.
Antonietta Di Martinová je čtyřnásobnou halovou mistryní Itálie z let 2003 (193 cm), 2006 (191 cm), 2007 a 2009. Rovněž na dráze získala čtyři tituly a sice v roce 2000 (184 cm), 2001 (198 cm), 2006 (191 cm) a 2007.

## Osobní rekordy
- hala – 204 cm – 9. únor 2011, Banská Bystrica
- venku – 203 cm – 24. červen 2007, Milán